# كي بي إس 2
كي بي إس 2 ((الكورية: [KBS 2TV] خطأ: {{لغة}}: عدم تطابق الوسم الفرعي للنص اللاتيني/الخط غير اللاتيني (مساعدة))) هي قناة أخبار وترفيه ودراما، تابعة لشبكة نظام البث الكوري (KBS). وتشتهر القناة ببرامج الدراما والترفيه. المحطة التلفزيونية هي نتيجة الاندماج الاضطراري لشركة البث تونغيانغ (سابقا كانت جزاء من جي تي بي سي) إلى  (KBS) في عام 1980.

## البرامج

### دراما
كجزء من الموجة الكورية، درامات كي بي إس 2، جنبا إلى جنب مع القناة الشقيقة، كي بي إس 1، قد تم تصديرها إلى جنوب شرق آسيا، الشرق الأوسط، أمريكا الشمالية، أمريكا الجنوبية، أوروبا، أفريقيا، الصين واليابان بواسطة KBS World، كي بي إس اليابان، (United States) .أو حتى بالشبكات الخاصة الموجودة في تلك البلدان.

#### درامات السبت-الأحد (21:30)
- King Sejong the Great  [لغات أخرى]‏ (대왕세종; 2008) (ep 27-86)
- Empress Cheonchu aka The Iron Empress (천추태후; 2009)

#### درامات من الإثنين إلى الجمعة (09:00)
- TV Novel: Dear My Sister (TV소설 복희 누나; 2011–2012)
- TV Novel: Love، My Love (TV소설 사랑아 사랑아; 2012–2013)
- TV Novel: Samsaengi (TV소설 삼생이; 2013)
- TV Novel: Eunhui (TV소설 은희; 2013–2014)
- TV Novel: Land of Gold (TV소설 순금의 땅; 2014)
- TV Novel: الهندباء وحيد التفكير  [لغات أخرى]‏ (TV소설 일편단심 민들레; 2014–2015)
- TV Novel: On a Blue Day (TV소설 그래도 푸르른 날에; 2015)

#### درامات من الإثنين إلى الجمعة (18:50)
- Unstoppable Marriage  [لغات أخرى]‏ (못말리는 결혼; 2007–2008)

#### درامات من الإثنين إلى الجمعة (19:45)
- Family (패밀리; 2012–2013)
- خاتم روبي  [لغات أخرى]‏ (루비 반지; 2013–2014)
- انتقام ملاك (천상여자; 2014)
- أمتان  [لغات أخرى]‏ (뻐꾸기 둥지; 2014)
- Sweet Secret (달콤한 비밀; 2014-2015)
- Love on a Rooftop  [لغات أخرى]‏ (오늘부터 사랑해; 2015)

#### درامات الجمعة (20:55)
- Hi! School-Love On (하이스쿨: 러브온; 2014)
- SPY (스파이; 2015)
- Orange Marmalade  [لغات أخرى]‏ (오렌지 마멀레이드; 2015)

#### درامات الجمعة-السبت (21:15)
- المنتجون (프로듀사; 2015)

#### درامات الأحد (08:55)
- Sharp 2 (반올림2; 2005–2006)

#### مقتطفات السبت (23:15)
- Drama City (드라마시티; 1984–2008)
  - What Should I Do?  [لغات أخرى]‏ (어떡하지?; 2004-11-07)
- Drama Special (드라마 스페셜; 2010)
  - Pianist (피아니스트; 2010-11-27)

#### مقتطفات الأحد (23:15)
- Drama Special (드라마 스페셜; 2011–present)
  - Do You Know Taekwondo? (태권، 도를 아십니까?; 2012-10-07)
- Drama Special Series (드라마 스페셜 연작시리즈; 2010–present)
  - Rock، Rock، Rock (락 락 락; 2010)
  - White Christmas  [لغات أخرى]‏ (화이트 크리스마스; 2011)
  - Adolescence Medley (사춘기 메들리; 2013)

### جوائز
- جوائز دراما كي بي إس
- KBS Music Awards
- KBS Entertainment Awards

### ترفيه
- The Clinic for Married Couples: Love and War
- 1 vs. 100 (1 대 100، South Korean version of Endemol game show with a top prize of ₩50،000،000; uses the 2006-07 United States format.)
- Concert 17021 (콘서트17021)
- Gag Concert (개그콘서트)
- Happy Sunday (해피선데이)، 2 Days & 1 Night (1박2일) and The Return of Superman  [لغات أخرى]‏ (슈퍼맨이 돌아왔다)
- Safety First! (위기탈출 넘버원)
- Happy Together  [لغات أخرى]‏ (해피투게더 Season 3)
- Imagination Plus (상상 플러스)
- Invincible Youth (청춘불패)
- Win Win
- VJ's on the scene (VJ 특공대)
- Entertainment Relay
- Emergency Escape Number 1
- Golden Bell Challenge
- Giving Back The Love
- Sponge (스펀지، Weekly 'Infotainment' programme)
- Love Letter by Yun Do-hyeon (윤도현의 러브레터)
- ميوزيك بانك (뮤직뱅크)
- Quiz Daehanminguk (means 'Quiz South Korea'، the country's biggest quiz show. The top prize is 60،000،000 Won.)) (퀴즈 대한민국)
- Vitamin (비타민)
- Let's Go Dream Team!Season 2  [لغات أخرى]‏ (출발 드림팀 시즌2)
- You Hee-Yeol's Sketchbook (유희열의 스케치북)
- Top Band (탑밴드)
- Saturday Freedom (자유선언 토요일)
- Star Golden Bell (스타 골든벨)
- الأغاني الخالدة:غناء الأسطورة (불후의 명곡 2)
- Sachongsa Quiz Show
- Triumphantly (승승장구)
- Reserve
- Hello، Daegukmin Talk
- Our Neighborhood Arts and Physical Education
- I Am a Man  [لغات أخرى]‏
- New Dining Table
- Dignity of a Full House of Family
- Movie is Good
- The Human Condition
- Pit-Pat Korean
- Global Request Show

## شعارات كي بي إس 2
- The Youth Channel (1990–إلى الآن)

## وصلات خارجية
- KBS2 Schedule
- KBS2 HD Live Streaming
- KBS2 SD Live Streaming